# Lecania leucopyga
Lecania leucopyga är en tvåvingeart som först beskrevs av Christian Rudolph Wilhelm Wiedemann 1828.  Lecania leucopyga ingår i släktet Lecania och familjen rovflugor. Inga underarter finns listade i Catalogue of Life.